# Walkabout (Film)
Walkabout (Verweistitel: Der Traum vom Leben) ist ein australischer Kinofilm aus dem Jahr 1971. Regie führte Nicolas Roeg. Es ist der erste Film, den der Kameramann Roeg in eigenverantwortlicher Regie realisierte. Der Film basiert auf dem 1959 erschienenen Roman Die Kinder (The Children; später unter dem Titel Walkabout) von James Vance Marshall.

## Handlung
Ein junges Mädchen ist mit seinem kleinen Bruder im australischen Outback gestrandet. Ihr Vater eröffnete unvermittelt das Feuer auf seine Kinder, steckte das Auto in Brand und tötete sich danach selbst. Nach ein paar Tagen im Outback, inzwischen ohne Nahrung und Wasser, treffen sie einen Aborigine-Jungen, der mit ihnen auf eine Reise durch die belebte Wüste geht. Diese Reise entwickelt sich zu einer Initiation, dem Walkabout. Die Zivilisation begleitet die drei in Form eines Transistorradios. Der Aborigine-Junge rettet die beiden, obwohl sie sich nicht verstehen, bringt sich aber damit in Gefahr. Nach einem Tanz begeht er  Selbstmord. Das Mädchen kehrt in die Zivilisation zurück und heiratet.

## Kritiken
„Nicolas Roegs erste Regiearbeit ist eine empfindsame, aus heutiger Sicht leicht holzschnittartige Zivilisationskritik, zugleich eine suggestive Komposition aus expressiven Bildern und originellen Klängen, angesiedelt in einem quasi-mythischen Raum von Faszination und Bedrohung menschlichen Lebens.“

Das Magazin Slant dachte an Michelangelo Antonioni und Jacques Tati und folgert: „[…] ein Verständnis dafür, dass Menschlichkeit unsere größte natürliche Ressource ist, schadet nicht.“
Images: „ein schwer fassbarer Film“ (an elusive film). „Manche der Einstellungen [auf Jenny Agutter] erklären sich wohl mit dem Point of View des Aborigines […]“.
Ekkehard Knörer: „Und dann, kommentarlos, der harte Schnitt in die Zukunft. […] Was aber liegt auf dem Weg, wie ist dieser Weg zu lesen, für den Betrachter, für die Figuren. Etwas schließt sich, ohne sich zu erschließen.“
Roger Ebert behauptet: „Niemand, der Walkabout gesehen hat, hat es je vergessen.“ (No one who saw Walkabout has ever forgotten it).

## Auszeichnungen und Nominierungen
Internationale Filmfestspiele von Cannes 1971
- Nominierung Goldene Palme für Nicolas Roeg. Der Preis ging an Der Mittler von Joseph Losey.

## Sonstiges
- Die US-amerikanische Folk-Rock-Band The Walkabouts gab sich ihren Namen in Würdigung dieses Films.